# آق‌قایتیم
آق‌قایتیم (به قزاقی: Aqqaytym) یک منطقهٔ مسکونی در قزاقستان است که در استان آق‌تپه واقع شده‌است. آق‌قایتیم ۱۷۱ متر بالاتر از سطح دریا واقع شده‌است.